# Lydia Gstrein
Lydia Gstrein (* 11. Dezember 1931 in Kitzbühel) ist eine ehemalige österreichische Skirennläuferin. Sie gewann Ende der 1940er- und Anfang der 1950er-Jahre mehrere internationale FIS-Rennen und nahm an der Weltmeisterschaften 1950 in Aspen teil.

## Biografie
Gstrein erlernte schon als Kind den Skilauf und nahm nach Ende des Zweiten Weltkrieges an ersten Wettkämpfen teil. Als 15-Jährige gewann sie 1947 den Riesenslalom am Pengelstein und wurde gute Vierte in der Hahnenkammabfahrt von Kitzbühel. Im Winter 1947/48 erreichte sie bereits zahlreiche Podestplätze und gewann die Madloch-Abfahrt in Lech sowie die zweite Hahnenkammabfahrt in Kitzbühel. Im nächsten Winter folgten Siege in der Abfahrt von Gröbming und im Slalom von Garmisch. Nun wurde Gstrein ins Österreichische Nationalteam aufgenommen. Mit einem dritten Platz in der Abfahrt des Westenpokals in Lech gelang ihr auch die Aufnahme in die Mannschaft für die Weltmeisterschaften 1950 in Aspen. Dort erzielte sie zunächst im Riesenslalom den sechsten Platz, im Slalom war sie nicht am Start. In der Abfahrt, ihrer stärksten Disziplin, blieb sie mit Rang elf aber hinter den Erwartungen zurück. Bei den anschließenden Nordamerika-Rennen erreichte sie zwei Podestplätze. Ihr einziger Sieg in diesem Winter gelang ihr im Riesenslalom am Steinbergkogel.
Im Jänner 1951 gelangen Gstrein wieder zwei Podestplätze im Slalom von Lech und in der Abfahrt von Cortina d’Ampezzo. Wegen einer Verletzung musste sie die Saison aber vorzeitig beenden. Zu Beginn der Saison 1951/52 erreichte sie noch nicht wieder ihre alte Stärke, weshalb sie bei den Olympischen Spielen in Oslo nicht zum Einsatz kam. Bei den Rennen im Montafon gelangen ihr dann wieder einige Spitzenplätze: Sie gewann die Abfahrt in Schruns, wurde Zweite im Slalom und in der Kombination und Dritte in der Abfahrt von Tschagguns. Am Ende des Winters verletzte sich Gstrein erneut und im Sommer 1952 beendete sie im Alter von nur 20 Jahren ihre Karriere.

## Sportliche Erfolge

### Weltmeisterschaften
- Aspen 1950: 6. Riesenslalom, 11. Abfahrt

### FIS-Rennen
- 7 Siege, 8 zweite und 7 dritte Plätze